# Rainer Makatsch
Rainer Makatsch (* 1. Juli 1946 in Leipzig) ist ein ehemaliger deutscher Eishockeytorwart, der für den VfL Bad Nauheim, die Düsseldorfer EG, den EC Deilinghofen, Kölner EC und DJK SB Rosenheim in der Bundesliga aktiv war. Mit Düsseldorf und Köln wurde er insgesamt dreimal Deutscher Meister. Für die deutsche Nationalmannschaft nahm er unter anderem an den Olympischen Spielen 1972 teil. Er ist der Vater der Schauspielerin Heike Makatsch.

## Karriere
Rainer Makatsch verbrachte die ersten Lebensjahre in Frankfurt am Main. Im Alter von elf Jahren zog er nach Bad Nauheim um. Hier sah er zum ersten Mal ein Eishockeyspiel der „Roten Teufel“. Beginnend als Jugendlicher schaffte er den Weg bis in die erste Mannschaft. Für seine sportliche Entwicklung war entscheidend, dass ein ehemaliger Nationaltorhüter der USA, Larry Palmer, Trainer beim VfL Bad Nauheim wurde. Durch ihn bekam er eine torwartspezifische Ausbildung, wie es sie zu dieser Zeit in Deutschland noch gar nicht gab.
Nach dem Wechsel zur Düsseldorfer EG wurde Makatsch mit dieser 1972 und 1975 Deutscher Meister. Im Sommer 1977 wechselte er zum EC Deilinghofen (ECD), mit dem er zunächst in zwei Entscheidungsspielen um den letzten Startplatz in der Bundesliga gegen den Augsburger EV antreten musste. Auch durch seine Leistungen setzte sich der ECD schließlich durch. Mit den Kölner Haien wurde er 1979 nochmals Deutscher Meister. In den folgenden Jahren ließ er seine Karriere beim DJK SB Rosenheim ausklingen, wo er zuletzt in der Saison 1980/81 im Kader der Bundesligamannschaft stand.

### International
Zwischen 1969 und 1979 absolvierte Makatsch 53 A-Länderspiele mit der Nationalmannschaft des Deutschen Eishockey-Bundes. Er nahm an der B-Weltmeisterschaft 1970 sowie an der Weltmeisterschaft 1972 teil. Ein Höhepunkt seiner Karriere war die Teilnahme an den Olympischen Winterspielen 1972 in Sapporo, bei denen das Team der Bundesrepublik Deutschland den siebten Platz belegte.